# Mapochofloden
Mapocho (spanska: Río Mapocho från mapudungun: Mapu chuko, "vatten som penetrerar land") är en flod i regionen Región Metropolitana de Santiago i Chile; floden delar Santiago de Chile i två delar. Den är nästan 110 km lång från Anderna till Maipofloden, som slutligen mynnar i Stilla havet söder om hamnen San Antonio.

## Flodens lopp
Mapocho börjar vid sammanflödet mellan floderna San Francisco och Molina  nära 33°22′25″S 70°23′49″V / 33.3735°S 70.397°V i Anderna. 
Floden får mycket av sitt vatten från glaciärers smältvatten från området kring Cerro El Plomo.

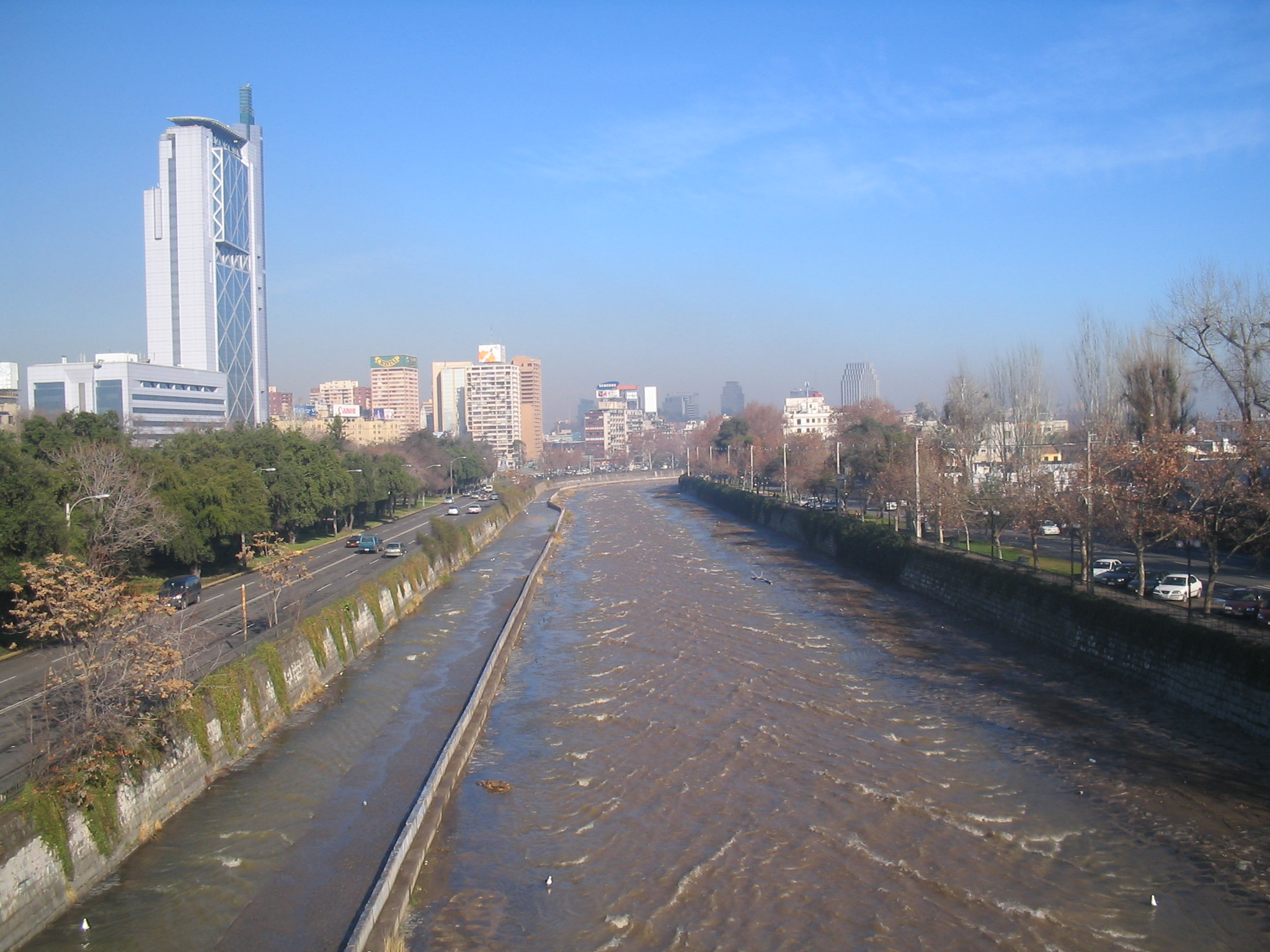
Mapocho med Telefonica höghuset i bakgrunden.

Floden passerar centrala Santiago. Den passerar området kring kullen Cerro San Cristóbal och passerar Costanera Center. Floden tar upp vatten från 'kanalen San Carlos'. Härifrån rinner Mapocho sydväst i riktning mot Plaza Baquedano, vilket är en viktig knutpunkt i staden.  
Floden vänder nu nordväst och passerar många av Santiagos landmärken såsom Parque Forestal, konstmuseetMuseo Nacional de Bellas Artes, Mercado Central och utställningskomplexet Estación Mapocho. Vidare nordväst passerar den broarna för Autopista Central, motorvägarna som är del av den Pan-amerikanska landsvägen. Vid Cerro Renca ändrar floden sin nordvästliga riktning till sydväst och passerar Santiagos internationella flygplats. I området runt floden finns det många enkla skjul med många fattiga familjer.
Vidare fortsätter den söderut och mynnar ut i Maipo floden.

## Mapochos historia

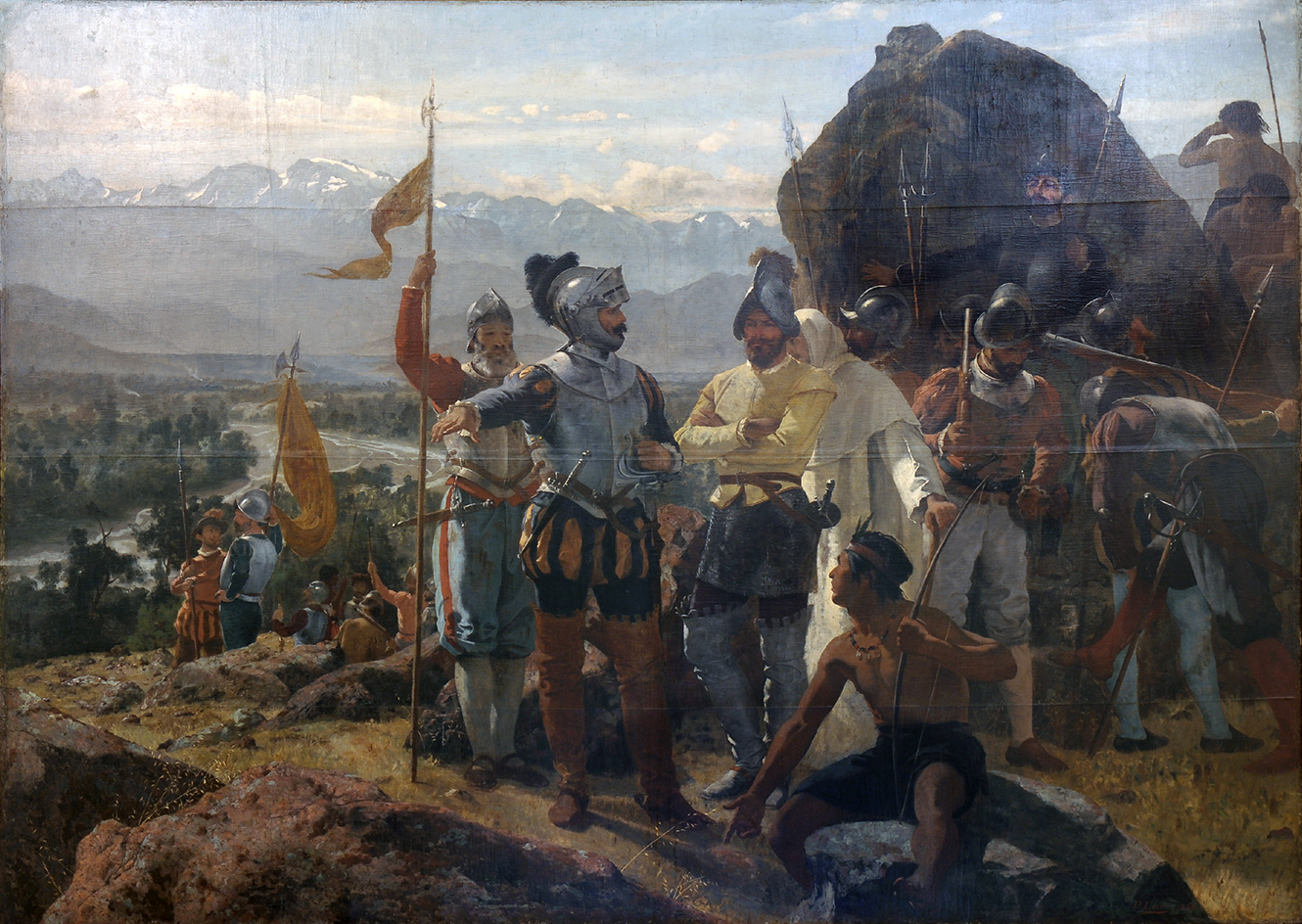
Santiagos grundare Pedro de Valdivia i Cerro Santa Lucía med Mapocho i bakgrunden.

Floden var en viktig orsak till att Santiago de Chile grundades 1541 på denna plats av Pedro de Valdivia.

Mapocho delades förr i tiden i två grenar vilket gav ideala förutsättningar för att skydda den första spanska bosättningen i området. Santiago grundades mellan flodens två grenar på den gamla flodbanken. 

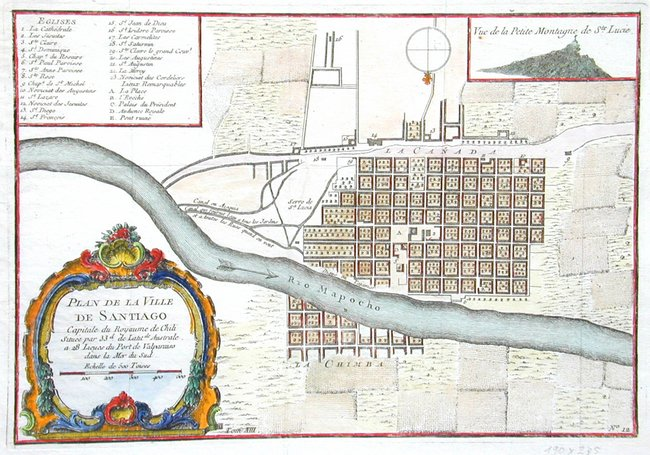
Mapocho under 1700-talet. Norr är nedåt på kartan.

Den södra grenen av floden dränerades under 1700-talet och blev gatan La Cañada som senare under 1820-talet på order av Bernardo O’Higgins förvandlades till Santiagos huvudgata Alameda de Las Delicias nu kallad Avenida Libertador General Bernardo O'Higgins, vardagligt kallat La Alameda.
På grund av de kraftiga översvämningar som varje vår drabbade staden bestämdes 1777 under ledning av borgmästare Zañartu att bygga vallar för att skydda staden. Trots detta har det ändå inträffat flera översvämningar genom åren.

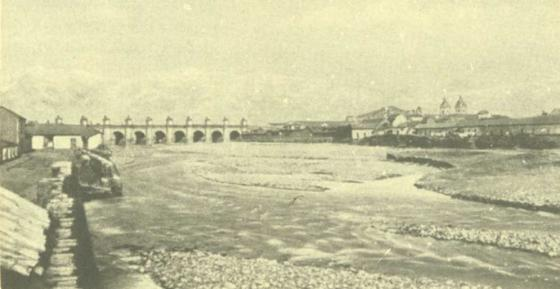
Mapocho och bron Cal y Canto, under 1800-talet.

Parkanläggningar anlades längs med floden och blev snart populära promenadstråk för stadens invånare. 
På senare år har man anlagt fler parker längs floden.
Den första kända bron var Puente de palos (träbron), som förenade gatan Puente med området kring norra Santiago, kallad La Chimba. 
Bron fanns i nästan 150 år men ersattes 1782 av bro som hette Cal y Canto. 
Även denna bro ersattes 1888 av en järnbro som fortfarande står kvar.
Idag finns det många broar längs Mapocho, med varierande arkitektur.

## Föroreningar

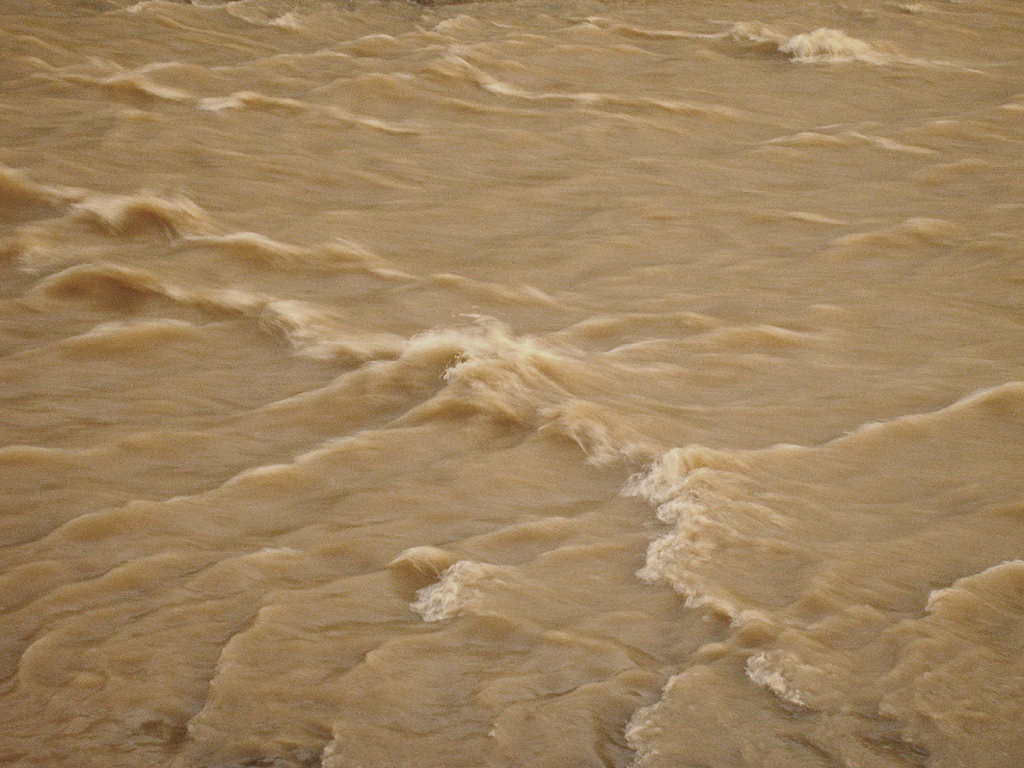
Mapochos förorenade vatten.

Mapocho är välkänd för sitt bruna och smutsiga vatten. 
I mars 2007 renades endast 81% av avloppsvattnet i Santiago 
Mapochofloden förorenas av hushålls-, jordbruks- och industriellt avloppsvatten. Uppströms förorenas floden av gruvavfall från flera koppargruvor i Anderna, öster om Santiago som dumpas ofiltrerat i floden.
Lagen tvingar industrin och lokala myndigheter att behandla alla sina avlopp, men lagarna efterföljs inte.  
Men lagarna har skärpts under senare år och enligt nya planer ska Mapochos vatten vara ren inom några år

## Planer för Mapocho

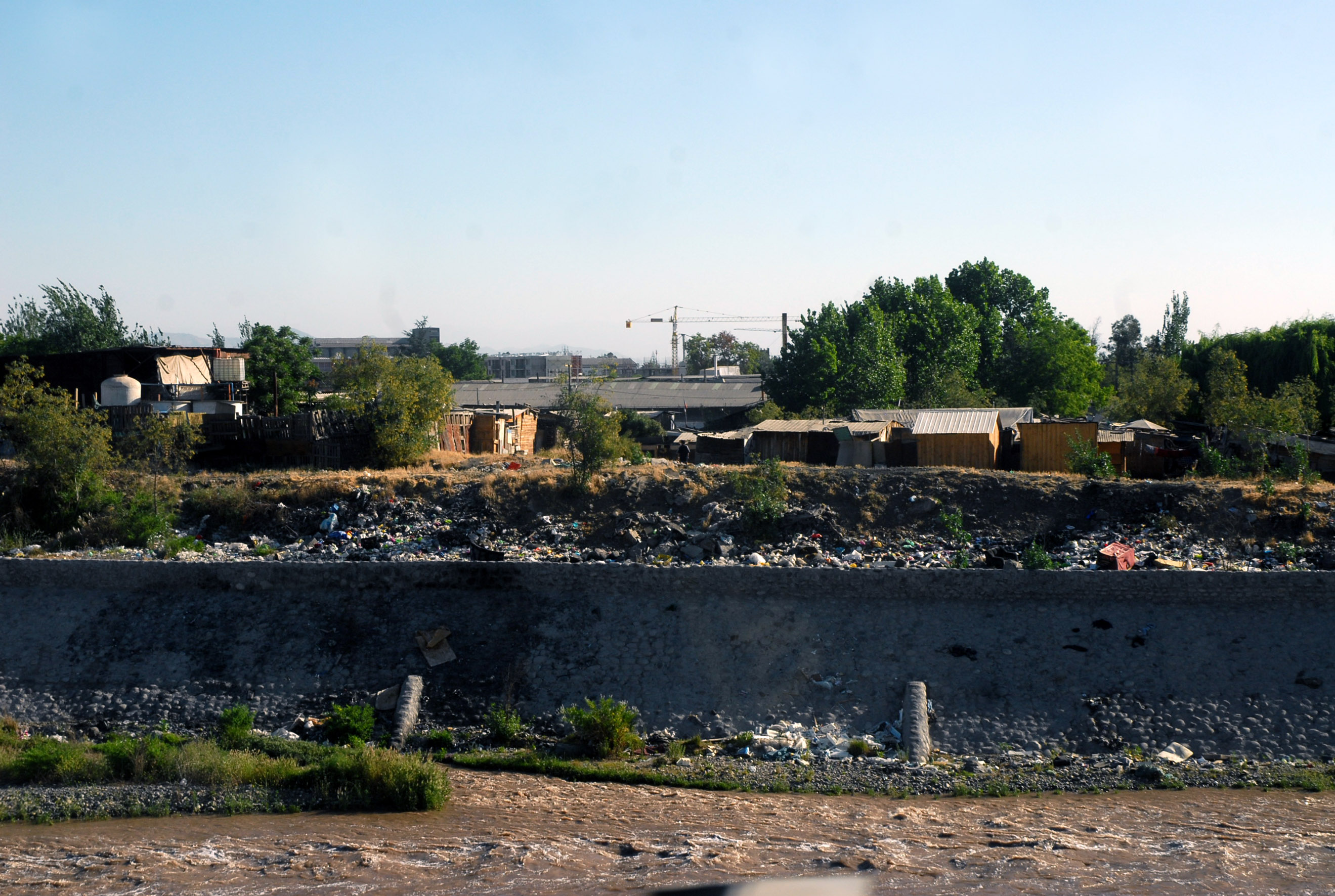
Enkla skjul med fattiga familjer vid Mapocho.

Flera stora reningsverk för avloppsvatten och återvinningsanläggningar är nu under uppbyggnad. 
Det finns planer på att rena floden  och göra den farbar.
Planer för att riva och omplacera de fattiga familjer som bor längs med floden finns men har så länge inte verkställts.